# Афанасьев, Виктор Васильевич (дирижёр)
Виктор Васильевич Афана́сьев (17 мая 1947, ст. Темижбекская, Кавказский район, Краснодарский край, РСФСР, СССР — 1 февраля 2020, Москва, Россия) — советский и российский военный дирижёр и музыкальный педагог. Начальник Военно-оркестровой службы Вооружённых Сил Российской Федерации — Главный военный дирижёр (1993—2002), генерал-лейтенант (1997). Заслуженный деятель искусств Казахской ССР (1982).

## Биография

### Детство
Виктор Васильевич Афанасьев родился 17 мая 1947 года в станице Темижбекская Краснодарского края. Род Афанасьева происходит из кубанских казаков, родители до войны жили в городе Кропоткине. С детства рисовал и занимался музыкой.

### Учёба
Окончил семь классов школы, затем музыкальную школу в Краснодаре и дирижёрско-хоровое отделение в Ставропольском музыкальном училище. Будучи студентом краевого музучилища, руководил в Ставрополе хорами в Доме офицеров и во Дворце культуры.
С 1967 по 1972 год проходил обучение на Военно-дирижёрском факультете при Московской государственной консерватории им. П. И. Чайковского. С 1973 по 1978 год — начальник оркестра штаба Центральной группы войск (Чехословакия). Единственный случай назначения лейтенанта на должность такого уровня.

### Трудовая деятельность
С 1978 по 1984 год — начальник оркестра штаба Среднеазиатского военного округа (1978—1984). Экстерном окончил Алма-Атинскую консерваторию им. Курмангазы (класс народного артиста СССР профессора Анатолия Молодова). С 1982 по 1984 год — преподаватель на Военно-дирижёрском факультете Московской консерватории.
Занимал должность начальника военно-оркестровых служб Прибалтийского военного округа (1984—1987). С 1987 по 1993 год — начальник военно-оркестровых служб (главный дирижёр) Группы Советских войск в Германии (Западной группы войск). В дни объединения Германии дирижировал международным «Оркестром мира», принимал участие в выступлении с группой Pink Floyd в шоу «Стена».
С 1993 по 2002 год — начальник Военно-оркестровой службы Вооружённых Сил Российской Федерации — Главный военный дирижёр. В 1997 году присвоено воинское звание генерал-лейтенант. До 2010 года Афанасьев являлся единственным дирижёром в мире, имеющим данное воинское звание. В этой должности провёл десять военных парадов на Красной площади, дирижируя сводным военным оркестром. Участвовал во многих правительственных концертах, был с гастролями во многих странах мира. Одновременно являлся художественным руководителем и главным дирижёром Первого отдельного показательного оркестра Министерства обороны Российской Федерации и симфонического оркестра Министерства обороны Российской Федерации.
С 2008 по 2009 год — ректор Московского государственного университета культуры и искусства. Преподавал в Московской государственной консерватории имени Чайковского.

### Телевидение
С 1998 по 1999 год принял участие вместе с оркестром в телеигре Угадай мелодию.

### Награды и звания
Заслуженный деятель искусств Казахской ССР (1982). Отмечен государственными и ведомственными наградами.

### Смерть
Скончался 1 февраля 2020 года в Москве. Похоронен с воинскими почестями 5 февраля на Федеральном военном мемориальном кладбище.

### Личная жизнь
Жена — Ольга Валентиновна, врач. Сыновья Евгений (юрист) и Сергей (экономист).

### Хобби
Увлекался живописью.

### Память
На родине, в станице Темижбекская, Краснодарского края есть музей Виктора Афанасьева, где собраны его личные вещи и картины.